# ویلیام هاپر
ویلیام هاپر (انگلیسی: William Happer؛ زاده ۲۷ ژوئیهٔ ۱۹۳۹) فیزیکدان آمریکایی است. وی استاد فیزیک دانشگاه پرینستون است و تخصص اصلی وی فیزیک اتمی، اپتیک و طیف‌سنجی است. او برندهٔ جایزهٔ دیویسون-گرمر در فیزیک اتمی و سطحی است.